# Maurice Williams & the Zodiacs
Maurice Williams & the Zodiacs fue un grupo vocal estadounidense de Rhythm & blues y doo-wop procedentes de Nashville (Tennessee), activos a finales de la década de 1950 y principios de los 60. Originalmente se llamaron The Royals Charms (Los Encantos Reales), la banda cambió su nombre a Gladiolas en 1957 y Excellos en 1958, antes de establecerse finalmente en los Zodiacs en 1959. Su mayor éxito fue la canción Little Darlin' de 1957, que popularizaría aún más el grupo canadiense The Diamonds. En la primavera de 1959 tuvieron una importante actuación en la Universidad de Carolina del Sur (Columbia). También destaca el éxito “Stay”, que alcanzó el número 1 de la lista Billboard Hot 100 en 1960, siendo el único número 1 en la historia del rock and roll en tener una duración de menos de 2 minutos (1.37 min).

## Historia
Maurice Williams nació el 26 de abril de 1938 en Lancaster (Carolina del Sur). Su primera experiencia con la música fue en la iglesia, donde actuaron su madre y su hermana. Para cuando tenía seis años, Williams estaba actuando regularmente allí. Con su amigo de la infancia Earl Gainey, Williams formó el grupo de góspel, Junior Harmonizers. A medida que el rock and roll y el doo-wop se convirtieron en su principal interés, los Junior Harmonizers cambiaron su nombre a Royal Charms.
Además de Williams y Gainey, los Royal Charms estaban compuestos por Willie Jones (barítono), William Massey (tenor, barítono, trompeta) y Norman Wade (bajo). En el invierno de 1956, mientras todavía estaban en la escuela secundaria , Williams y su banda viajaron a Nashville (Tennessee), para grabar con el sello discográfico Excello. En ese momento se llamaban Royal Charms, pero el fundador de Excello Records, Ernie Young, los convenció de cambiar su nombre a Gladiolas (en ese momento, al menos otras dos bandas usaban el mismo nombre).
La canción "Little Darlin'" alcanzó el puesto número 11 en las listas de R&B en 1957, pero no llegó a entrar en el Billboard Hot 100. Sin embargo, cuando fue regrabada por el grupo canadiense The Diamonds, subió al puesto número 2 y estuvo en la lista de éxitos durante nueve semanas.
Williams terminó la escuela secundaria y mientras viajaba con la banda, su camioneta se descompuso en Bluefield, Virginia Occidental. La banda se encontró con un automóvil Ford de fabricación británica conocido como Zodiac (una versión 'de lujo' del Ford Zephyr construido en Gran Bretaña, Australia y Nueva Zelanda) y cambió su nombre. Poco después, Henry Gaston reemplazó a Earl Gainey.
En la primavera de 1959, Maurice Williams y los Zodiacs se presentaron en la Universidad de Carolina del Sur en Columbia. Alrededor de ese tiempo, el grupo se dividió y se reformó. Los miembros fueron Williams, Gaston, Wiley Bennett y Charles Thomas. Más tarde, se agregaron Little Willie Morrow y Albert Hill. Un mes después, a principios del verano de 1959, la banda grabó en una cabaña de Quonset en Shakespeare Road en Columbia. El ingeniero de grabación, Homer Fesperman, grabó varias pistas que la banda esperaba que alcanzaran el éxito. Una de las últimas canciones que grabaron ese día fue "Stay", una canción que Williams había escrito un par de semanas antes. Williams cantó el bajo y Henry Gaston cantó el falsete de contra-verso. Después de llevar la demo de "Stay" a Al Silver en Herald Records en la ciudad de Nueva York, la canción fue editada y lanzada a principios de 1960. Con sólo 1´36", "Stay" es la grabación más corta que haya alcanzado el número uno en el Billboard Hot 100 en los Estados Unidos.
A finales de 1963, la banda británica The Hollies grabó "Stay", que le dio al grupo su primer éxiot Top Ten en el Reino Unido, alcanzando el número 8 en enero de 1964, tres años después de que la versión de los Zodiacs tuviera y alcanzará su punto máximo en el número 14 en las listas del Reino Unido (enero de 1961). Las versiones posteriores de "Stay", de The Four Seasons (1963) y Jackson Browne (1978), llegaron al Top 20 en los Estados Unidos, cada una vendiendo más de un millón de copias sólo en los Estados Unidos. La inclusión de "Stay" de los Zodiacs en la banda sonora de la película Dirty Dancing en 1987 llevó a que la canción vendiera más discos de los que tenía durante su lanzamiento original. Una grabación del grupo de 1965, "May I", lanzada por Vee Jay Records y Dee-Su Records, se convirtió, con el paso de los años, en otro disco de ventas millonarias.
Williams continuó grabando, haciendo giras y lanzando música durante los años setenta, ochenta y noventa. Sigue activo en la industria de la música y reside en Charlotte, Carolina del Norte. En 2007, el grupo fue incluido en el Salón de la Fama de los Grupos Vocales. Fue incluido en el Salón de la Fama de la Música de Carolina del Norte en 2010. También realizó varias actuaciones para la serie de espectáculos "Doo Wop 50" de PBS en 2001.